# پالاخ ۱۸۳۴
سیارک ۱۸۳۴ (به انگلیسی: 1834 Palach، نامگذاری:1969QP) هزار و هشتصد و سی و چهارمین سیارک کشف شده‌است که در ۲۲ اوت ۱۹۶۹ کشف شد.
قدر مطلق سیارک برابر ۱۱٫۵۰ است.